# Acanalonia laurifolia
Acanalonia laurifolia är en insektsart som först beskrevs av Walker 1858.  Acanalonia laurifolia ingår i släktet Acanalonia och familjen Acanaloniidae. Inga underarter finns listade i Catalogue of Life.